# Philiscus van Aegina
Philiscus van Aegina (Oudgrieks: Φιλίσκος, Philískos) was een cynisch filosoof uit Aegina.
Hij was de leerling van Diogenes van Sinope. Volgens sommigen zou hij een leermeester van Alexander de Grote zijn geweest. Hij zou verscheidene dialogen hebben geschreven, waaronder een genaamd Codrus. Volgens Satyrus van Callatis waren de aan Diogenes toegeschreven tragedies feitelijk het werk van Philiscus.